# Donald Duck Big Fun
Donald Duck Big Fun was een groot-formaat-pocketserie. De albums verschenen van 1999 tot 2012 één keer per jaar. De reeks is qua inhoud ongeveer hetzelfde als de reeds eerder verschenen verzamelreeksen Donald Duck en andere verhalen, Donald Duck's Stripparade en Donald Duck Dubbelalbum. In Big Fun verschijnen dan ook stripverhalen die bedoeld zijn voor albums op groot formaat, dat wil zeggen dat in de meeste verhalen op elke bladzijde 4 stroken per bladzijde worden weergegeven. Het formaat van de boeken is groter dan die van Donald Duck-pocketreeksen, maar kleiner dan die van de Donald Duck-albumreeksen. Het formaat komt ongeveer overeen met het vroeger verschenen Mickey Maandblad. Op de voorplaat van elke editie Donald Duck Big Fun staan telkens de figuren Donald Duck en Mickey Mouse in een bepaalde pose afgebeeld. Bovendien is de voorkant getooid met een XXL-stempel om aan te tonen dat het hier een megapocket betreft.
De verhalen die in de pockets staan komen uit andere Disneybladen en -albums zoals:
- Donald Duck weekblad
- Donald Duck Dubbelalbum
- Donald Duck Vakantieboek
- Donald Duck Winterboek
- DuckTales

Aantal pagina's:
- Deel 1-7: 416 pagina's
- Deel 8-10: 352 pagina's
- Deel 11-12: 288 pagina's
- Deel 13-14: 320 pagina's

## In andere landen
In het buitenland was de Big Fun-reeks al iets eerder begonnen dan in Nederland: Deel 1 in Nederland was in Duitsland (Big Fun Comics) en Denemarken (De glade 80'ere=De vrolijke jaren 80) al nummer 4 van de reeks, die in 1996 was begonnen. De Noorse reeks (De glade 80-årene) liep vanaf 1997. In Zweden verscheen de Kalle Anka & Co Maxi vanaf 1998 en de Finse reeks (Aku Ankka Jumbo) ging in hetzelfde jaar van start als de Nederlandse. De Big Fun-reeks was een goedkope herdruk van Disneystrips uit de jaren 80 rond met name Donald Duck en Mickey Mouse. Deze verhalen waren afkomstig van uitgeverij Egmont uit Denemarken, op enkele voor de Duitse markt geproduceerde verhalen na. De Duitse verhalen kwamen uit de reeks Abenteuer aus Onkel Dagoberts Schatztruhe en waren 44 pagina's lange avonturenverhalen.
In Duitsland was nummer 4 het laatste deel en in Denemarken werd de reeks met nummer 5 uit 2000 afgesloten. Zowel in Noorwegen als in Zweden stopte de serie na het nummer van 2001. Dit nummer bevatte naast Deense en Duitse verhalen voor het eerst ook strips van Franse en Amerikaanse origine. Deze verandering werd voortgezet in de Nederlandse en Finse uitgaven, die als enige overbleven en nog steeds worden uitgegeven. Met het wegvallen van de reeks in andere landen begon men in beide landen zelf de inhoud van de Big Funs samen te stellen. De Finse reeks verschijnt tegenwoordig twee keer per jaar en wordt nog steeds uitsluitend gevuld met 'klassieke' Disneyverhalen, voornamelijk over de wereld rond Donald Duck en Mickey Mouse. In Nederland werd vanaf deel 4 de inhoud van de Big Fun door de Nederlandse redactie samengesteld en in de Nederlandse uitgaven verschenen daarna ook verhalen van bijvoorbeeld Knabbel en Babbel Rescue Rangers, Darkwing Duck, Bonkers en Who Framed Roger Rabbit. In de Nederlandse Big Funs worden regelmatig volledige albums uit de reeksen Met Goofy de Geschiedenis in en Disney Filmstrips herdrukt.

## Feiten
- De pockets zijn ongewijzigd herdrukt, dat betekent dat er in sommige verhalen nog guldens en oude spelling staat. Dit staat ook als voetnoot vermeld op bladzijde 2 van elk album.
- De reeks is in 2012 gestopt en is vervangen door Donald Duck Megapocket. Deze pocket heeft net als de Big Fun ongeveer 300 pagina's en de pockets verschenen van 2013 t/m 2015 2x per jaar. een keer in de winter en een keer in de zomer. Vanaf 2016 verschijnt de pocket  slechts 1x per jaar, in de zomer.